# جو زيلر
جو زيلر (بالإنجليزية: Joe Zeller)‏ هو لاعب كرة قدم أمريكية أمريكي، ولد في 2 مايو 1908 في إيست شيكاغو في الولايات المتحدة، وتوفي في 23 سبتمبر 1983 في شيكاغو في الولايات المتحدة.